# Most Marii Skłodowskiej-Curie
Die Most Marii Skłodowskiej-Curie (bis 2011 als Most Północny bezeichnet; übersetzt: Maria-Skłodowska-Curie-Brücke bzw. Nordbrücke) ist eine Straßenbrücke über die Weichsel in Warschau. Sie beinhaltet eine Straßenbahntrasse sowie Fußgänger- und Fahrradwege und ist der nördlichste Flussübergang der polnischen Hauptstadt. Die Brücke verbindet die Stadtbezirke Białołęka und Bielany; über sie wird die polnische Landesstraße Nr. 61 geführt. Im Schnitt passierten 2018 täglich 65.877 Fahrzeuge die Brücke mit ihren beidseitig je drei Fahrspuren.

## Projekt- und Baugeschichte

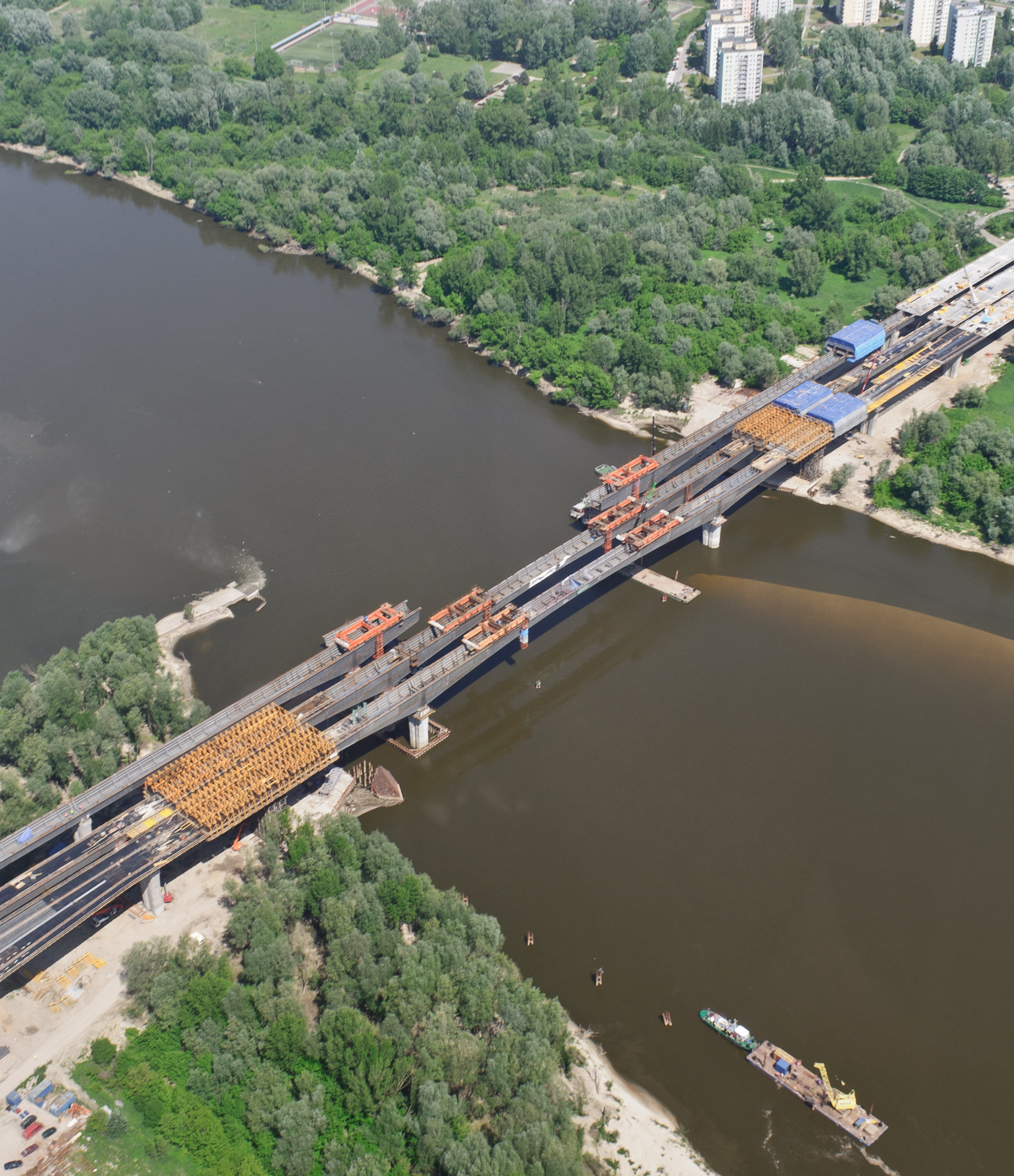
Baufortschritt im Mai 2011

Im Januar 2002 unterzeichnete die Stadt Warschau mit den Stadtbezirken Bielany und Białołęka eine Vereinbarung über den geplanten Bau einer Brücke. Mitte Januar 2004 wurde im Warschauer Rathaus eine entsprechende Sonderstelle geschaffen. Im November 2004 erfolgte die Ausschreibung eines Wettbewerbs zu Projektentwicklung und Raumkonzept. Diese sowie folgende Ausschreibungen und deren Ergebnisse führten ab dem Jahr 2005 zu mehreren Klagen und gerichtlichen Entscheidungen. Die Projekterstellung wurde 2007 der Düsseldorfer Schüßler-Plan Ingenieurgesellschaft übertragen. Im April 2009 schloss die Stadt mit einem polnisch-spanischen Konsortium, bestehend aus den Bauunternehmen Polaqua (Leitung), Sando (Polska), Construcciones Sanchez Dominguez und Kromiss-Bis, einen Vertrag über den Brückenbau. Innerhalb von 32 Monaten ab dem Datum der Vertragsunterzeichnung sollte der Bau abgeschlossen sein; als voraussichtlicher Fertigstellungstermin war Ende 2011 geplant.
Ende Mai 2009 begann als Vorbereitungsarbeit der Abriss vorhandener Bauwerke auf dem für die Trassenführung vorgesehenen Gebiet. Der symbolische Spatenstich für den Brückenbau wurde am 3. Juni 2009 von der Warschauer Oberbürgermeisterin Hanna Gronkiewicz-Waltz und dem Infrastrukturminister Cezary Grabarczyk vorgenommen. Ende 2009 begannen die Arbeiten zur Anlage von Fundamenten für die Brückenpfeiler, die direkt auf einer künstlichen Spundwand-Insel auf der Weichsel durchgeführt wurden. Es wurden bis zu 30 Meter lange Pfähle in den Flussuntergrund eingebracht. Im Januar 2011 wurde bekannt gegeben, dass der Bau der Nordbrücke bereits um ein halbes Jahr verzögert sei – Grund sei unter anderem eine Überschwemmung der Baustelle im Sommer 2010. Teile der Brücke wurden am 25. März 2012 für den Straßenverkehr freigegeben. Die erste die Brücke nutzende Straßenbahnlinie (Nr. 2) nahm am 21. Januar 2013 den Betrieb auf.

## Namensgebung
Aufgrund ihrer Lage wurde die Brücke im Planungsstadium jahrelang als Most Północny bezeichnet. 2010 kündigte Hanna Gronkiewicz-Waltz an, beim Stadtrat einen Antrag auf Benennung der Brücke nach Johannes Paul II. einreichen zu wollen. Im Jahr 2011 entstand anlässlich des 100. Jahrestages der Verleihung des Chemienobelpreises an Maria Skłodowska-Curie die vom Staatspräsidenten Bronisław Komorowski unterstützte Idee, die Brücke nach ihr zu benennen. Ende 2011 entschied der Stadtrat über die Umbenennung der Brücke.

## Technische Einzelheiten
Die Most Marii Skłodowskiej-Curie besteht aus drei dicht nebeneinanderstehenden, weitgehend gleichen Brückenbauwerken, zwei 13,36 m breiten Straßenbrücken mit jeweils drei Fahrspuren und nördlich daneben einer 12,76 m breiten Brücke für eine zweigleisige Straßenbahn und einen breiten Geh- und Radweg. Sie teilen sich die Widerlager, haben aber jeweils eigenständige Stahlbeton-Pfeiler. Die Überbauten über dem Strom sind Verbundkonstruktionen aus stählernen, gevouteten Hohlkästen mit seitlich auskragenden Betonplatten. Die Pfeilerachsabstände betragen dort 110 + 160 + 110 m. Die Vorlandbrücken haben kleinere Achsabstände zwischen 66 m und 45 m und Hohlkästen mit gleichbleibender Bauhöhe.
Die stählernen Hohlkästen wurden abschnittsweise mit Hilfe der im Bild sichtbaren roten Montagewägen montiert. Die vorgefertigten Mittelteile wurden auf einem Leichter eingeschwommen und von den Montagewägen eingehoben. Die Betonplatten wurden mit Hilfe der gelben verfahrbaren Schalungsträger hergestellt.
Die Brückendurchfahrtshöhe für die Schifffahrt beträgt 8,10 m.